# Consiglieri nazionali della 1ª legislatura della Confederazione Svizzera
Questo elenco riporta i nomi dei Consiglieri nazionali della 1ª legislatura della Confederazione Svizzera.

## Composizione a inizio legislatura
| Consigliere                    | Cantone            | Orientamento politico |
| ------------------------------ | ------------------ | --------------------- |
| Johann Heinrich Heim           | Appenzello Esterno | Liberale              |
| Johann Jakob Sutter            | Appenzello Esterno | Liberale              |
| Johann Nepomuk Hautle          | Appenzello Interno | Conservatore          |
| Johann Peter Bruggisser        | Argovia            | Liberale              |
| Johann Dössekel                | Argovia            | Liberale              |
| Adolf Fischer                  | Argovia            | Liberale              |
| Friedrich Frey-Herosé          | Argovia            | Liberale              |
| Johann Ulrich Hanauer          | Argovia            | Liberale              |
| Jakob Isler                    | Argovia            | Liberale              |
| Gottlieb Jäger                 | Argovia            | Liberale              |
| Karl Ferdinand Schimpf         | Argovia            | Liberale              |
| Karl Rudolf Tanner             | Argovia            | Liberale              |
| Emil Remigius Frey             | Basilea Campagna   | Democratico           |
| Johannn Jakob Matt             | Basilea Campagna   | Liberale              |
| Achilles Bischoff              | Basilea Città      | Centro                |
| Guillaume Henri Dufour         | Berna              | Centro                |
| Ludwig von Fischer             | Berna              | Conservatore          |
| Friedrich Fueter               | Berna              | Conservatore          |
| Alexander Funk                 | Berna              | Liberale              |
| Jakob Imobersteg               | Berna              | Liberale              |
| Johann Karlen                  | Berna              | Liberale              |
| Karl Karrer                    | Berna              | Liberale              |
| Friedrich Sigmund Kohler       | Berna              | Liberale              |
| Albert Lohner                  | Berna              | Liberale              |
| Charles Neuhaus                | Berna              | Liberale              |
| Ulrich Ochsenbein              | Berna              | Liberale              |
| Xavier Péquignot               | Berna              | Liberale              |
| Cyprien Revel                  | Berna              | Liberale              |
| Johann Rudolf Schneider        | Berna              | Liberale              |
| Friedrich Seiler               | Berna              | Liberale              |
| Jakob Stämpfli                 | Berna              | Liberale              |
| Xavier Stockmar                | Berna              | Liberale              |
| Johann Anton von Tillier       | Berna              | Liberale              |
| Johann Rudolf Vogel            | Berna              | Liberale              |
| Johann August Weingart         | Berna              | Liberale              |
| François-Xavier Badoud         | Friburgo           | Liberale              |
| Jean Folly                     | Friburgo           | Liberale              |
| Nicolas Glasson                | Friburgo           | Liberale              |
| Christophe Joachim Marro       | Friburgo           | Liberale              |
| Jacques Joseph Remy            | Friburgo           | Liberale              |
| Alexandre-Félix Alméras        | Ginevra            | Liberale              |
| Jean-Jacques Castoldi          | Ginevra            | Liberale              |
| Joseph Girard                  | Ginevra            | Liberale              |
| Caspar Jenny                   | Glarona            | Liberale              |
| Johann Baptista Bavier         | Grigioni           | Liberale              |
| Alois de Latour                | Grigioni           | Liberale              |
| Georg Michel                   | Grigioni           | Liberale              |
| Andreas Rudolf von Planta      | Grigioni           | Liberale              |
| Johann Jakob Heller            | Lucerna            | Liberale              |
| Jakob Kopp                     | Lucerna            | Liberale              |
| Kasimir Pfyffer von Altishofen | Lucerna            | Liberale              |
| Anton Schnyder                 | Lucerna            | Liberale              |
| Philipp Anton von Segesser     | Lucerna            | Conservatore          |
| Jakob Robert Steiger           | Lucerna            | Liberale              |
| Louis-Eugène Favre             | Neuchâtel          | Liberale              |
| Fritz Lambelet                 | Neuchâtel          | Liberale              |
| Jules Matthey                  | Neuchâtel          | Liberale              |
| Melchior Wyrsch                | Nidvaldo           | Conservatore          |
| Franz Wirz                     | Obvaldo            | Conservatore          |
| Johann Georg Anderegg          | San Gallo          | Liberale              |
| Josef Leonhard Bernold         | San Gallo          | Liberale              |
| Franz Eduard Erpf              | San Gallo          | Liberale              |
| Dominik Gmür                   | San Gallo          | Liberale              |
| Joseph Marzell Hoffmann        | San Gallo          | Liberale              |
| Matthias Hungerbühler          | San Gallo          | Liberale              |
| Johann Jakob Steger            | San Gallo          | Conservatore          |
| Johann Baptist Weder           | San Gallo          | Liberale              |
| Johann Georg Böschenstein      | Sciaffusa          | Liberale              |
| Friedrich Peyer im Hof         | Sciaffusa          | Liberale              |
| Benjamin Brunner               | Soletta            | Liberale              |
| Niklaus Pfluger                | Soletta            | Liberale              |
| Johann Jakob Trog              | Soletta            | Liberale              |
| Franz Karl Schuler             | Svitto             | Conservatore          |
| Johann Anton Steinegger        | Svitto             | Conservatore          |
| Carlo Battaglini               | Ticino             | Liberale              |
| Stefano Franscini              | Ticino             | Liberale              |
| Giovanni Jauch                 | Ticino             | Liberale              |
| Giacomo Luvini-Perseghini      | Ticino             | Liberale              |
| Giovan Battista Pioda          | Ticino             | Liberale              |
| Benigno Soldini                | Ticino             | Liberale              |
| Johann Konrad Kern             | Turgovia           | Liberale              |
| Johann Georg Kreis             | Turgovia           | Liberale              |
| Philipp Gottlieb Labhardt      | Turgovia           | Liberale              |
| Johann Georg Rauch             | Turgovia           | Liberale              |
| Florian Lusser                 | Uri                | Conservatore          |
| Maurice Barman                 | Vallese            | Liberale              |
| Joseph Anton Clemenz           | Vallese            | Conservatore          |
| Adrien-Félix Pottier           | Vallese            | Liberale              |
| Anton von Riedmatten           | Vallese            | Conservatore          |
| Jean-François Bettex           | Vaud               | Liberale              |
| Louis Blanchenay               | Vaud               | Liberale              |
| Jules Eytel                    | Vaud               | Liberale              |
| Daniel Grivaz                  | Vaud               | Liberale              |
| Abram-Daniel Meystre           | Vaud               | Liberale              |
| Benjamin Pittet                | Vaud               | Liberale              |
| Rodolphe Soutter               | Vaud               | Liberale              |
| François Veillon               | Vaud               | Liberale              |
| Charles Vittel                 | Vaud               | Liberale              |
| Silvan Schwerzmann             | Zugo               | Conservatore          |
| Rudolf Benz                    | Zurigo             | Liberale              |
| Rudolf Bollier                 | Zurigo             | Liberale              |
| Alfred Escher                  | Zurigo             | Liberale              |
| Heinrich Homberger             | Zurigo             | Liberale              |
| Hans Heinrich Hürlimann        | Zurigo             | Liberale              |
| Johann Jakob Müller            | Zurigo             | Liberale              |
| Heinrich Rüegg                 | Zurigo             | Liberale              |
| Georg Joseph Sidler            | Zurigo             | Liberale              |
| Felix Weidmann                 | Zurigo             | Liberale              |
| Johann Jakob Wieland           | Zurigo             | Liberale              |
| Johannes Wild                  | Zurigo             | Liberale              |
| Paul Karl Eduard Ziegler       | Zurigo             | Conservatore          |

### Modifiche intervenute nella composizione del Consiglio nazionale
| Uscente                   | Subentrante                | Cantone          | Causa                          | Data             |
| ------------------------- | -------------------------- | ---------------- | ------------------------------ | ---------------- |
| Stefano Franscini         | Severino Guscetti          | Ticino           | Elezione al Consiglio federale | 1º marzo 1849    |
| Friedrich Frey-Herosé     | Samuel Friedrich Siegfried | Argovia          | Elezione al Consiglio federale | 16 aprile 1849   |
| Johann Jakob Wieland      | Jakob Dubs                 | Zurigo           | Decesso                        | 16 aprile 1849   |
| Rudolf Bollier            | Karl Adolf Huber           | Zurigo           | Dimissioni                     | 16 aprile 1849   |
| Johann Dössekel           | Samuel Friedrich Siegfried | Argovia          | Dimissioni                     | 1º giugno 1849   |
| Charles Neuhaus           | Johann Bützberger          | Berna            | Dimissioni                     | 1º agosto 1849   |
| Johann Dössekel           | Franz Waller               | Argovia          | Decesso                        | 12 novembre 1849 |
| Johannn Jakob Matt        | Johann Heinrich Plattner   | Basilea Campagna |                                | 12 novembre 1849 |
| Jules Matthey             | Amédor Humbert-Droz        | Neuchâtel        | Dimissioni                     | 12 novembre 1849 |
| Felix Weidmann            | Johann Jakob Ryffel        | Zurigo           | Dimissioni                     | 12 novembre 1849 |
| Johannes Wild             | Hermann Stadtmann          | Zurigo           | Dimissioni                     | 12 novembre 1849 |
| Georg Michel              | Johann Rudolf Brosi        | Grigioni         | Dimissioni                     | 1º dicembre 1849 |
| Johann Georg Böschenstein | Johann Georg Fuog          | Sciaffusa        | Dimissioni                     | 5 aprile 1850    |
| Rodolphe Soutter          | Vincent Kehrwand           | Vaud             |                                | 5 aprile 1850    |
| Johann Rudolf Schneider   | Johann Ulrich Lehmann      | Berna            | Dimissioni                     | 1º maggio 1850   |
| Johann Karlen             | Johannes Knechtenhofer     | Berna            | Dimissioni                     | 1º luglio 1850   |
| Carlo Battaglini          | Agostino Demarchi          | Ticino           | Dimissioni                     | 1º ottobre 1850  |
| Johann Jakob Heller       | Vinzenz Huber              | Lucerna          | Dimissioni                     | 4 novembre 1850  |
| Franz Eduard Erpf         | Jakob Ulrich Ritter        | Sciaffusa        | Decesso                        | 7 luglio 1851    |
| Johann Georg Rauch        | Johann Ludwig Sulzberger   | Turgovia         | Decesso                        | 7 luglio 1851    |
| Johann Jakob Müller       | Rudolf Wäffler             | Zurigo           | Dimissioni                     | 7 luglio 1851    |